# Emilio Biggi
Emilio Biggi (Asunción, Paraguay; 1 de julio de 1910-San Cristóbal, Venezuela; 28 de mayo de 1969), cuyo nombre real era Emilio Decio Herculano Bigi, fue un compositor y bandoneonista paraguayo. 

## Primeros años y educación
Hijo de Elisa Bigi, de la colectividad italiana avecindada al Paraguay, siendo muy niño integró el llamado “Batallón de Exploradores” dirigido por el sacerdote salesiano Ernesto Pérez Acosta (“Paí” Pérez), realizando en la Banda de Músicos de la agrupación sus primeros estudios musicales. Ingresó luego a la Banda de Músicos de la Policía de la Capital, donde ejecutaba el bajo.
Estudió acordeón, teoría y solfeo en el Ateneo Paraguayo y luego bandoneón, instrumento con que integró primero la orquesta típica de Gerardo Fernández Moreno y luego numerosos conjuntos de música popular, formando, finalmente, su gran orquesta típica. Con ella formó parte, en 1940, de la delegación del Presidente Higinio Morínigo en una visita oficial a la Argentina.

## Carrera
Se estableció en Buenos Aires, donde continuó estudiando teoría y solfeo, armonía contrapunto y piano, en la Academia Rubbione. Allí, a poco de concluir sus cursos, presentó una tesis sobre “Variaciones sobre un tema guaraní”. Se integró temporalmente al “Trío guaireño”, liderado por Gumersindo Ayala Aquino y formó su propio conjunto con el cual acompañó a numerosos cantantes, haciendo parte de la Agrupación Folklórica Guaraní, de proficua actividad en la capital porteña.
En 1952 viajó en gira con su conjunto de música popular, integrado por Ayala Aquino, Carlos Federico Reyes (“Mitaí churí”) y Paty de Ayala, y se estableció en San Cristóbal, estado de Táchira, Venezuela. En ese país desarrolló una intensa actividad como músico y docente, trabajando como director del Orfeón del Instituto Alberto Adriani, como profesor en la Escuela de Música Miguel Ángel Espinel y como instrumentador de la Banda del Estado de Táchira y de la Orquesta Típica del Estado, sin abandonar la creación de música popular, sinfónica y de cámara.

## Vida personal
Estuvo casado con la venezolana Carmen Osorio, tuvo con ella dos hijas: Amalia Cecilia Bigi Osorio y Carmen Elisa Bigi Osorio.

## Muerte
Falleció en San Cristóbal, Venezuela, el 28 de mayo de 1969. Sus restos descansan en aquella ciudad venezolana.

## Obras
Entre sus obras más representativas, en el marco de la música erudita figuran: 
- “Cuarteto de cuerdas”
- “Aire Nacional Op. 3”
- “Renacer guaraní”
- “Poema sinfónico”
- “Aires nacionales para piano”
- “Canciones”

En materia de música popular destacan, tanto por su belleza como por el éxito que alcanzaron en el gusto del público:
- “Paraguay”
- “El suspiro”
- “Mimby pu”
- “Amanecer”
- “Achuita”
- “Minero sapukai”
- “Pobre de mí” (con letras de Teodoro S. Mongelós)
- “La canción del mimby”
- “Mutilado de la guerra” (sobre letra de Rigoberto Fontao Meza)
- “Acosta Ñú” (conmovedora canción épica que resalta el heroísmo de los niños mártires de la batalla de ese nombre librada en las postrimerías de la guerra de la Triple Alianza contra el Paraguay, el 16 de agosto de 1869)
- “Teresita”
- “Por tu cariño, madre”
- “Nacional querido”
- “Guapo che rymba buey” (sobre texto de Néstor Romero Valdovinos),
- “Ñande rekové”
- “Karaí comisario”
- “Cordión jaheo” (con letras de Osvaldo Sosa Cordero).